# Palacio de Justicia del Condado de Nye
El Palacio de Justicia del condado de Nye en Tonopah, Nevada, es un edificio de piedra rústica de dos pisos. Su entrada de estilo románico y su cúpula puntiaguda son únicas en Nevada. El palacio de justicia se construyó tras el traslado de la sede del condado de Nye de Belmont a Tonopah en 1905.

## Historia
El Palacio de Justicia del Condado de Nye en Belmont diseñado por John Keys Winchell fue autorizado en 1875.

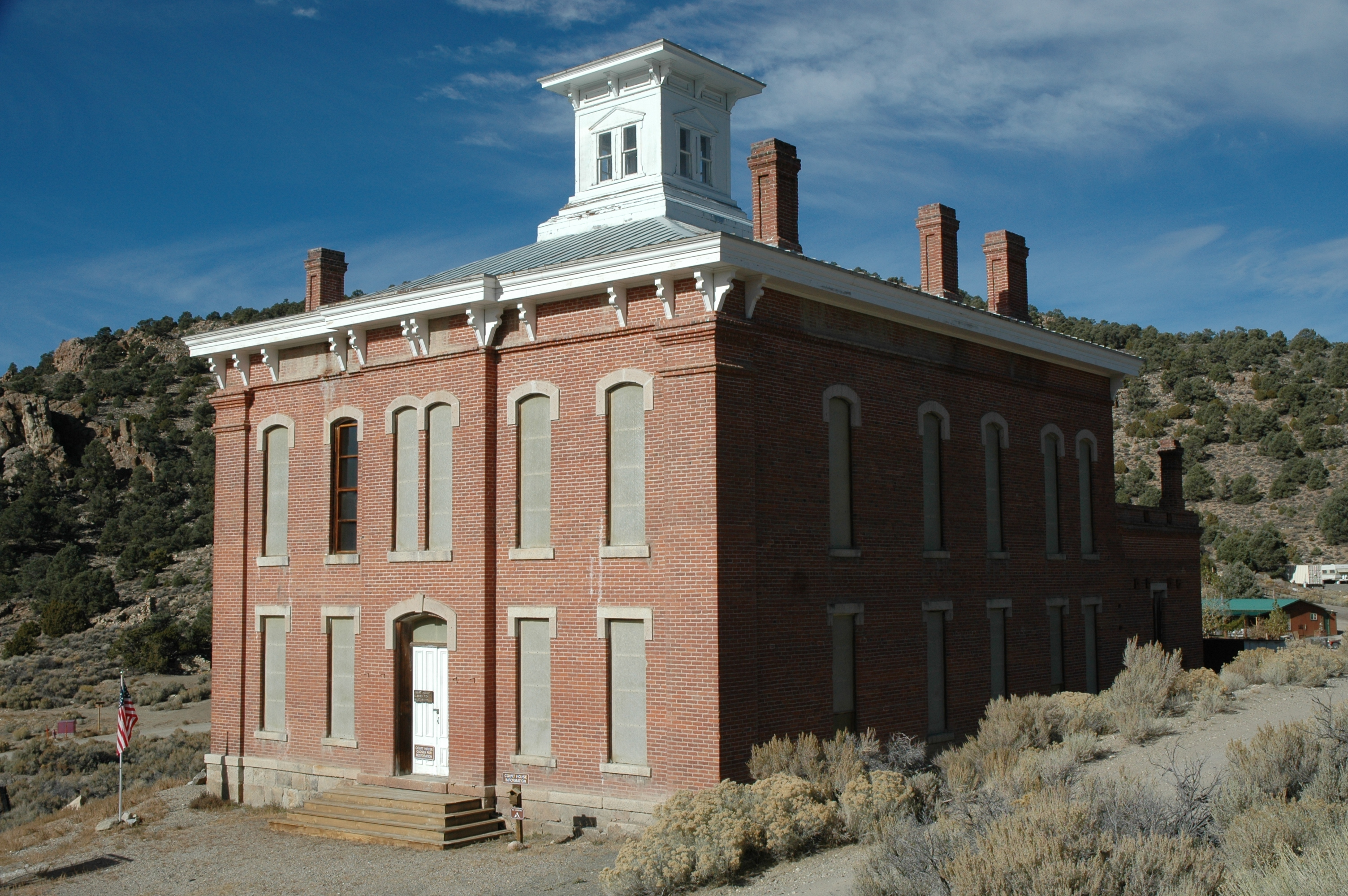
El palacio de justicia original del condado de Nye en Belmont, Nevada, cerró por renovación, octubre de 2009

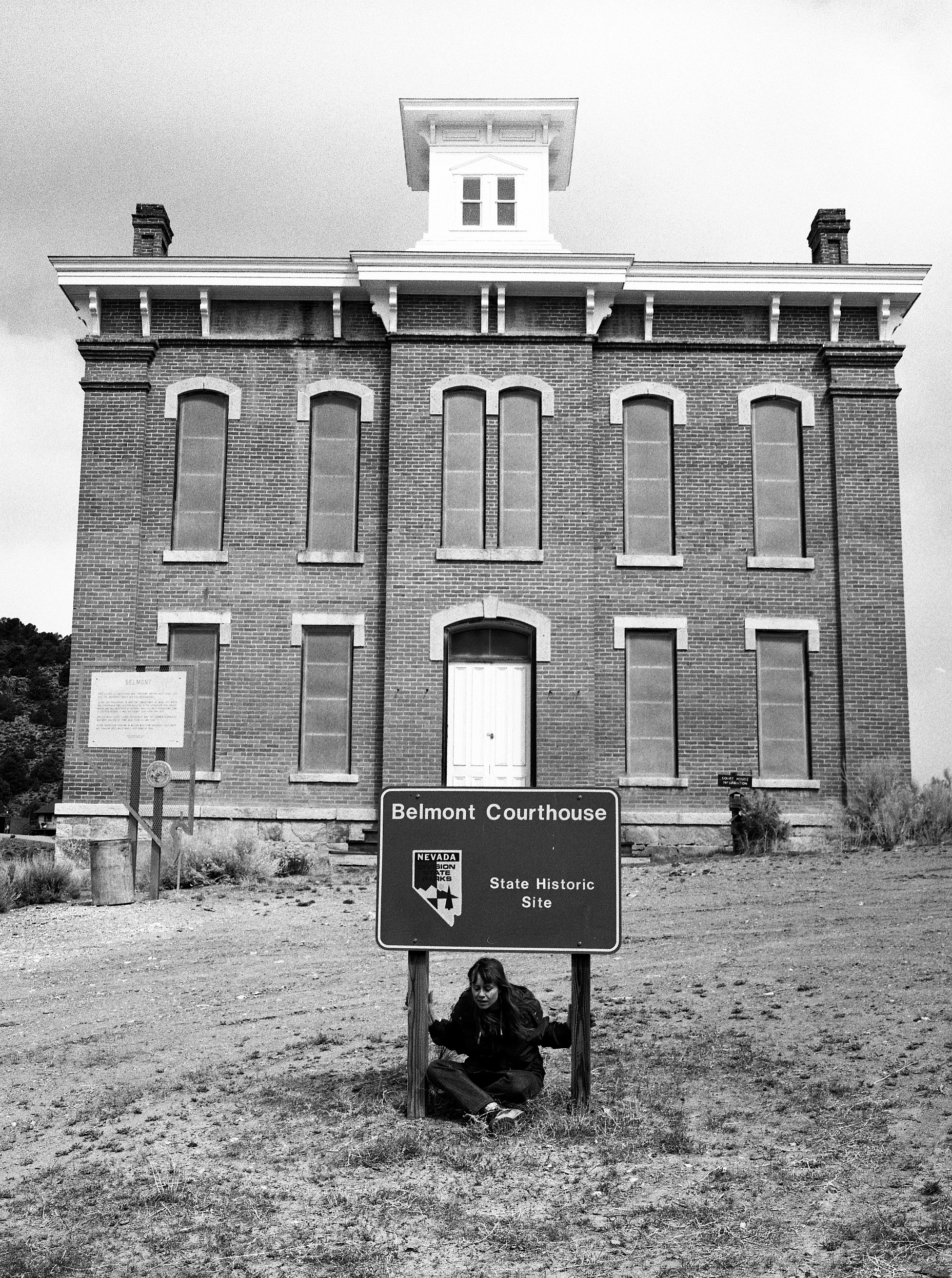
Palacio de justicia original en Belmont

El palacio de justicia de Tonopah fue diseñado por JC Robertson y terminado en 1905. En 1907 se añadió una cárcel, también diseñada por Robertson. Se ha ampliado con adiciones de bloques de hormigón, mientras que un vestíbulo de vidrio oscurece el arco de entrada.